# Rathaus (Dietmannsried)

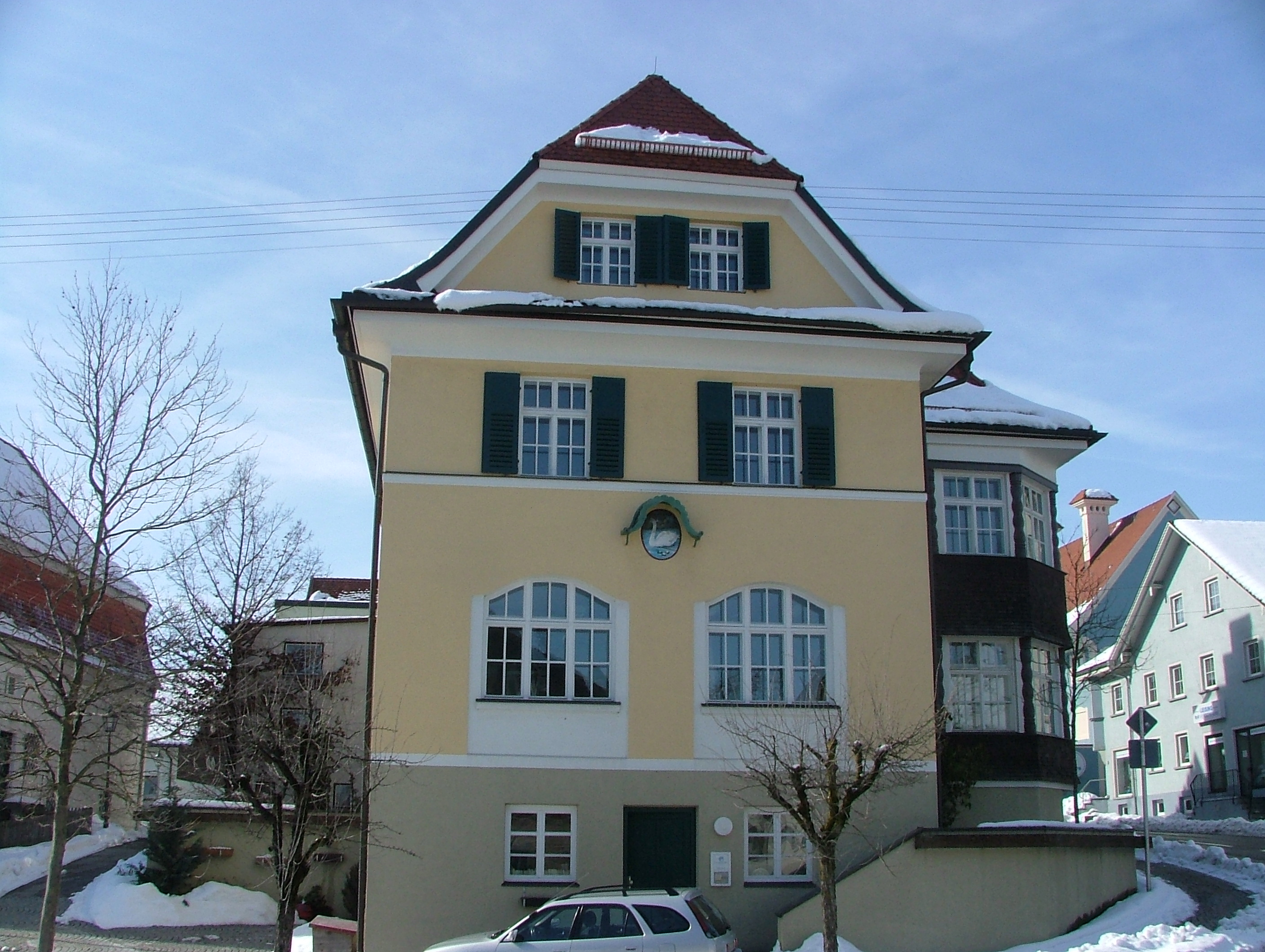
Rathaus in Dietmannsried

Das Rathaus in Dietmannsried, eines Marktes im schwäbischen Landkreis Oberallgäu in Bayern, wurde 1914 als Gasthof Schwanen errichtet. Das heutige Rathaus am Rathausplatz 5 ist ein geschütztes Baudenkmal. 
Der zweigeschossige asymmetrische Bau mit polygonalem Eckerker, Walm- und Schopfwalmdach in Formen des Heimatstils wurde nach Plänen des Architekten Leonhard Heydecker errichtet. 
An der Giebelseite erinnert die Wandmalerei eines Schwans an die ursprüngliche Nutzung des Gebäudes.